# 政府四演説

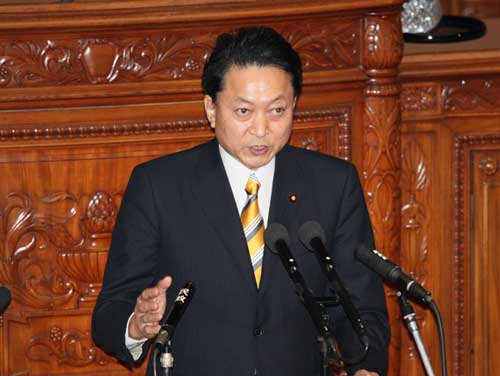
施政方針演説を行う鳩山由紀夫内閣総理大臣（2010年1月29日、第174回国会にて）

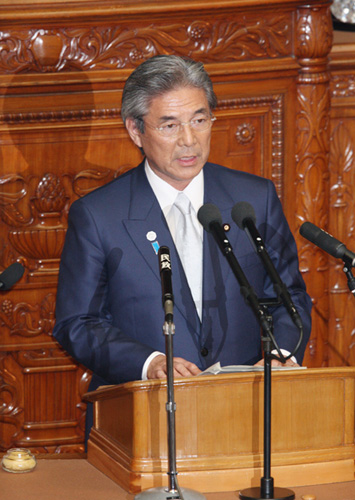
外交演説を行う中曽根弘文外務大臣（2009年1月28日、第171回国会にて）

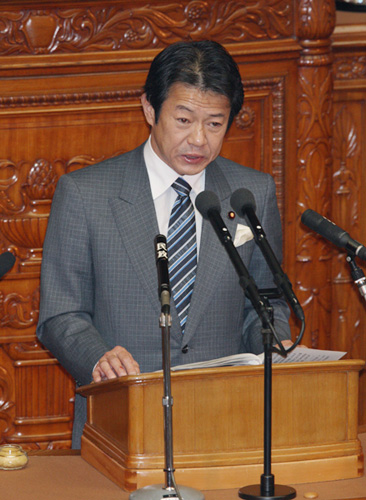
財政演説を行う中川昭一財務大臣（2009年1月28日、第171回国会にて）

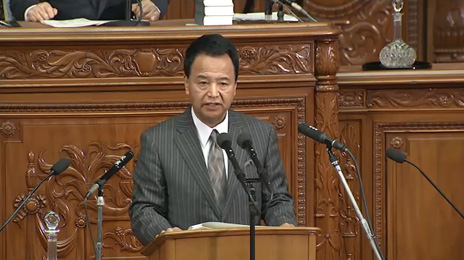
経済演説を行う甘利明内閣府特命担当大臣（経済財政政策担当）（2015年2月12日、第189回国会にて）

政府四演説（せいふよんえんぜつ）とは、日本の国会において毎年1月（かつては12月）に召集される通常国会または通常国会に代わる特別国会において、内閣総理大臣と国務大臣が行う4つの演説のこと。

## 概説
政府四演説は以下の4つの大臣による演説である。
- 内閣総理大臣 - 施政方針演説（所信表明演説）
- 外務大臣 - 外交演説
- 財務大臣（旧大蔵大臣） - 財政演説
- 内閣府特命担当大臣（経済財政政策担当）（旧経済企画庁長官） - 経済演説

演説は衆議院と参議院の両院本会議で行われ、それに対して各会派代表から代表質問が行われる。通例では、通常国会の召集日が決まった時点で議院運営委員会理事会による大まかな調整、召集日に理事会での調整内容を確定する作業を経て、演説実施の前日に内閣総理大臣から議長宛てに発言の通告が行われる。議運は発言の通告を受け取った時点で、国会中継を行う担当者（NHK局員・ドワンゴのニコ生配信担当社員ら）を議場に入れる許可を出す。

演説が終わると遅くとも翌平日中、演説が金曜日に行われた場合衆議院では週明けの月曜日に代表質問を始めるため当日中に議院規則に基づき各会派から質疑通告が提出される。質疑通告には質疑を行う案件、質疑者、質疑時間及び答弁要求閣僚が記されている。

なお、内閣総理大臣が施政方針演説でも所信表明でもなく、憲法72条に基づき一般国務や外交関係等について国会に報告するため、本会議において発言を求める場合もあるが、これは狭義の政府四演説には含まない。

### 演説の開催について
閣僚による国会演説自体は明治憲法時代に存在した帝国議会から行われることが慣例化しており、1890年（明治23年）に召集された第1回帝国議会に於いて、同年12月6日の衆議院本会議の席上、第3代内閣総理大臣山縣有朋が施政方針演説、大蔵大臣松方正義が財政演説をそれぞれ実施したのが最初の政府演説である。

政府四演説は理論上は国会が開会中であればいつでも行うことができ、必ずしも召集当日に行う必要はない。また、大東亜戦争（太平洋戦争・第二次世界大戦）後の国会では天皇陛下をお迎えして行われる開会式の前に四演説を行っても差し支えなくなった。召集2日目以降に行われる例や、冒頭解散により施政方針演説が総選挙後の特別国会に延期された例も多い。ただし、明治憲法およびその付随法たる議院法では、召集当日に開院式（かいいんしき）、会期末に閉院式（へいいんしき）を貴族院本会議場（現・参議院）で天皇御臨席の下行うと定められており、神聖なる天皇の口から発される開会・閉会についての御言葉（勅語）を拝聴しなければ政府四演説は勿論のこと、帝国議会として一切の組織活動を行ってはならなかった。
1991年（平成3年）以前は通常国会の召集が12月だったため、召集直後の自然休会を経て、翌年1月に改めて演説を行うケースが多かった。1992年（平成4年）以降は1月の通常国会召集直後に、年1回行うのが慣例となった。ただし、臨時国会の冒頭に総理が所信表明演説を行った後、補正予算の趣旨説明を兼ねた財政演説も行ったケースなど、同一年に複数回の四演説、ないしは所信表明と他の3つのうちの1つないしは2つという形の政府演説を行うこともあり得る。
財政法第27条により翌年度の一般会計予算は1月中に国会に提出するのを常例と規定されており、なおかつ財政演説は予算案の趣旨説明を兼ねることから、通常国会が開会しても翌年度当初予算案が国会に上がる前に政府四演説を行うのは異例中の異例となる。第2次安倍内閣以降は、通常国会の冒頭に補正予算案を提出してその趣旨説明たる財政演説のみを行い、補正予算の成立後に翌年度当初予算を提出した上で改めて四演説を行う形態も採られていた。しかし、2017年（平成29年）の第189通常国会以降は、冒頭で当年度補正と翌年度当初の2つの一般会計予算案が同時に提出され、会期初日の開会式直後に四演説を行う形に変更されている。

## 過去の政府四演説
| 年月           | 国会        | 内閣                          | 施政方針演説 所信表明演説 | 外交演説   | 財政演説     | 経済演説     |
| -------------- | ----------- | ----------------------------- | ------------------------- | ---------- | ------------ | ------------ |
| 1948年3月20日  | 第2回国会   | 芦田内閣                      | 芦田均                    | -          | -            | 栗栖赳夫     |
| 1949年4月4日   | 第5回国会   | 第3次吉田内閣                 | 吉田茂                    | -          | 池田勇人     | 青木孝義     |
| 1950年1月23日  | 第7回国会   | 第3次吉田内閣                 | 吉田茂                    | -          | 池田勇人     | 青木孝義     |
| 1950年11月24日 | 第9回国会   | 第3次吉田第1次改造内閣        | 吉田茂                    | -          | 池田勇人     | -            |
| 1951年1月26日  | 第10回国会  | 第3次吉田第1次改造内閣        | 吉田茂                    | -          | 周東英雄     | 池田勇人     |
| 1952年1月23日  | 第13回国会  | 第3次吉田第3次改造内閣        | 吉田茂                    | -          | 周東英雄     | 池田勇人     |
| 1952年11月24日 | 第15回国会  | 第4次吉田内閣                 | 吉田茂                    | 岡崎勝男   | 向井忠晴     | -            |
| 1953年1月30日  | 第15回国会  | 第4次吉田内閣                 | 吉田茂                    | 岡崎勝男   | 向井忠晴     | 小笠原三九郎 |
| 1953年6月16日  | 第16回国会  | 第5次吉田内閣                 | 吉田茂                    | 岡崎勝男   | 小笠原三九郎 | 岡野清豪     |
| 1954年1月27日  | 第19回国会  | 第5次吉田内閣                 | 吉田茂                    | 岡崎勝男   | 小笠原三九郎 | 愛知揆一     |
| 1954年11月30日 | 第20回国会  | 第5次吉田内閣                 | 吉田茂                    | -          | 小笠原三九郎 | -            |
| 1955年1月22日  | 第21回国会  | 第1次鳩山一郎内閣             | 鳩山一郎                  | 重光葵     | 一万田尚登   | 一万田尚登   |
| 1955年4月25日  | 第22回国会  | 第2次鳩山一郎内閣             | 鳩山一郎                  | 重光葵     | 一万田尚登   | 石橋湛山     |
| 1956年1月30日  | 第24回国会  | 第3次鳩山一郎内閣             | 鳩山一郎                  | 重光葵     | 一万田尚登   | 高碕達之助   |
| 1957年2月4日   | 第26回国会  | 石橋内閣                      | 岸信介                    | 岸信介     | 池田勇人     | 宇田耕一     |
| 1957年11月1日  | 第27回国会  | 第1次岸改造内閣               | 岸信介                    | -          | 一万田尚登   | -            |
| 1958年1月29日  | 第28回国会  | 第1次岸改造内閣               | 岸信介                    | 藤山愛一郎 | 一万田尚登   | 河野一郎     |
| 1958年9月30日  | 第30回国会  | 第2次岸内閣                   | 岸信介                    | 藤山愛一郎 | -            | -            |
| 1959年1月27日  | 第31回国会  | 第2次岸内閣                   | 岸信介                    | 藤山愛一郎 | 佐藤栄作     | 世耕弘一     |
| 1960年2月1日   | 第34回国会  | 第2次岸改造内閣               | 岸信介                    | 藤山愛一郎 | 佐藤栄作     | 菅野和太郎   |
| 1960年10月21日 | 第36回国会  | 第1次池田内閣                 | 池田勇人                  | 小坂善太郎 | 水田三喜男   | 迫水久常     |
| 1961年1月30日  | 第38回国会  | 第2次池田内閣                 | 池田勇人                  | 小坂善太郎 | 水田三喜男   | 迫水久常     |
| 1961年9月28日  | 第39回国会  | 第2次池田第1次改造内閣        | 池田勇人                  | 小坂善太郎 | 水田三喜男   | -            |
| 1962年1月19日  | 第40回国会  | 第2次池田第1次改造内閣        | 池田勇人                  | 小坂善太郎 | 水田三喜男   | 藤山愛一郎   |
| 1963年1月23日  | 第43回国会  | 第2次池田第2次改造内閣        | 池田勇人                  | 大平正芳   | 田中角栄     | -            |
| 1963年10月18日 | 第44回国会  | 第2次池田第3次改造内閣        | 池田勇人                  | 大平正芳   | 田中角栄     | -            |
| 1964年1月21日  | 第46回国会  | 第3次池田内閣                 | 池田勇人                  | 大平正芳   | 田中角栄     | -            |
| 1964年11月21日 | 第47回国会  | 第1次佐藤内閣                 | 佐藤栄作                  | 椎名悦三郎 | 田中角栄     | -            |
| 1965年1月25日  | 第48回国会  | 第1次佐藤内閣                 | 佐藤栄作                  | 椎名悦三郎 | 田中角栄     | -            |
| 1965年7月30日  | 第49回国会  | 第1次佐藤第1次改造内閣        | 佐藤栄作                  | 椎名悦三郎 | 福田赳夫     | -            |
| 1965年10月13日 | 第50回国会  | 第1次佐藤第1次改造内閣        | 佐藤栄作                  | 椎名悦三郎 | -            | 藤山愛一郎   |
| 1966年1月28日  | 第51回国会  | 第1次佐藤第1次改造内閣        | 佐藤栄作                  | 椎名悦三郎 | 福田赳夫     | 藤山愛一郎   |
| 1967年3月14日  | 第55回国会  | 第2次佐藤内閣                 | 佐藤栄作                  | 三木武夫   | 水田三喜男   | 宮澤喜一     |
| 1968年1月27日  | 第58回国会  | 第2次佐藤第1次改造内閣        | 佐藤栄作                  | 三木武夫   | 水田三喜男   | 宮澤喜一     |
| 1969年1月27日  | 第61回国会  | 第2次佐藤第2次改造内閣        | 佐藤栄作                  | 愛知揆一   | 福田赳夫     | 菅野和太郎   |
| 1970年2月14日  | 第63回国会  | 第3次佐藤内閣                 | 佐藤栄作                  | 愛知揆一   | 福田赳夫     | 佐藤一郎     |
| 1971年1月22日  | 第65回国会  | 第3次佐藤内閣                 | 佐藤栄作                  | 愛知揆一   | 福田赳夫     | 佐藤一郎     |
| 1971年10月19日 | 第67回国会  | 第3次佐藤改造内閣             | 佐藤栄作                  | 福田赳夫   | 水田三喜男   | -            |
| 1972年1月29日  | 第68回国会  | 第3次佐藤改造内閣             | 佐藤栄作                  | 福田赳夫   | 水田三喜男   | 木村俊夫     |
| 1972年10月28日 | 第70回国会  | 第1次田中角栄内閣             | 田中角栄                  | 大平正芳   | 植木庚子郎   | -            |
| 1973年1月27日  | 第71回国会  | 第2次田中角栄内閣             | 田中角栄                  | 大平正芳   | 愛知揆一     | 小坂善太郎   |
| 1973年12月1日  | 第72回国会  | 第2次田中角栄内閣 (第1次改造) | 田中角栄                  | -          | 福田赳夫     | -            |
| 1974年1月21日  | 第72回国会  | 第2次田中角栄内閣 (第1次改造) | 田中角栄                  | 大平正芳   | 福田赳夫     | 内田常雄     |
| 1974年12月14日 | 第74回国会  | 三木内閣                      | 三木武夫                  | -          | 大平正芳     | -            |
| 1975年1月24日  | 第75回国会  | 三木内閣                      | 三木武夫                  | 宮澤喜一   | 大平正芳     | 福田赳夫     |
| 1975年9月16日  | 第76回国会  | 三木改造内閣                  | 三木武夫                  | 宮澤喜一   | -            | -            |
| 1976年1月23日  | 第77回国会  | 三木改造内閣                  | 三木武夫                  | 宮澤喜一   | 大平正芳     | 福田赳夫     |
| 1977年1月31日  | 第80回国会  | 福田赳夫内閣                  | 福田赳夫                  | 鳩山威一郎 | 坊秀男       | 倉成正       |
| 1977年10月3日  | 第82回国会  | 福田赳夫内閣                  | 福田赳夫                  | 鳩山威一郎 | 坊秀男       | -            |
| 1978年1月21日  | 第84回国会  | 福田赳夫改造内閣              | 福田赳夫                  | 園田直     | 村山達雄     | 宮澤喜一     |
| 1978年9月20日  | 第85回国会  | 福田赳夫改造内閣              | 福田赳夫                  | 園田直     | 村山達雄     | -            |
| 1979年1月25日  | 第87回国会  | 第1次大平内閣                 | 大平正芳                  | 園田直     | 金子一平     | 小坂徳三郎   |
| 1980年1月25日  | 第91回国会  | 第2次大平内閣                 | 大平正芳                  | 大来佐武郎 | 竹下登       | 正示啓次郎   |
| 1981年1月26日  | 第94回国会  | 鈴木善幸内閣                  | 鈴木善幸                  | 伊東正義   | 渡辺美智雄   | 河本敏夫     |
| 1982年1月25日  | 第96回国会  | 鈴木善幸内閣                  | 鈴木善幸                  | 櫻内義雄   | 渡辺美智雄   | 河本敏夫     |
| 1982年12月3日  | 第97回国会  | 第1次中曽根内閣               | 中曽根康弘                | -          | 竹下登       | -            |
| 1983年1月24日  | 第98回国会  | 第1次中曽根内閣               | 中曽根康弘                | 安倍晋太郎 | 竹下登       | 塩崎潤       |
| 1984年2月6日   | 第101回国会 | 第2次中曽根内閣               | 中曽根康弘                | 安倍晋太郎 | 竹下登       | 河本敏夫     |
| 1985年1月25日  | 第102回国会 | 第2次中曽根第1次改造内閣      | 中曽根康弘                | 安倍晋太郎 | 竹下登       | 金子一平     |
| 1986年1月27日  | 第104回国会 | 第2次中曽根第2次改造内閣      | 中曽根康弘                | 安倍晋太郎 | 竹下登       | 平泉渉       |
| 1987年1月26日  | 第108回国会 | 第3次中曽根内閣               | 中曽根康弘                | 倉成正     | 宮澤喜一     | 近藤鉄雄     |
| 1987年7月6日   | 第109回国会 | 第3次中曽根内閣               | 中曽根康弘                | -          | 宮澤喜一     | -            |
| 1988年1月25日  | 第112回国会 | 竹下内閣                      | 竹下登                    | 宇野宗佑   | 宮澤喜一     | 中尾栄一     |
| 1989年2月10日  | 第114回国会 | 竹下改造内閣                  | 竹下登                    | 宇野宗佑   | 村山達雄     | 愛野興一郎   |
| 1990年3月2日   | 第118回国会 | 第2次海部内閣                 | 海部俊樹                  | 中山太郎   | 橋本龍太郎   | 相沢英之     |
| 1991年1月25日  | 第120回国会 | 第2次海部改造内閣             | 海部俊樹                  | 中山太郎   | 橋本龍太郎   | 越智通雄     |
| 1992年1月24日  | 第123回国会 | 宮澤内閣                      | 宮澤喜一                  | 渡辺美智雄 | 羽田孜       | 野田毅       |
| 1992年10月30日 | 第125回国会 | 宮澤内閣                      | 宮澤喜一                  | -          | 羽田孜       | -            |
| 1993年1月22日  | 第126回国会 | 宮澤改造内閣                  | 宮澤喜一                  | 渡辺美智雄 | 林義郎       | 船田元       |
| 1994年3月4日   | 第129回国会 | 細川内閣                      | 細川護熙                  | 羽田孜     | 藤井裕久     | 久保田真苗   |
| 1995年1月20日  | 第132回国会 | 村山内閣                      | 村山富市                  | 河野洋平   | 武村正義     | 高村正彦     |
| 1996年1月22日  | 第136回国会 | 第1次橋本内閣                 | 橋本龍太郎                | 池田行彦   | 久保亘       | 田中秀征     |
| 1997年1月20日  | 第140回国会 | 第2次橋本内閣                 | 橋本龍太郎                | 池田行彦   | 三塚博       | 麻生太郎     |
| 1998年2月16日  | 第142回国会 | 第2次橋本改造内閣             | 橋本龍太郎                | 小渕恵三   | 松永光       | 尾身幸次     |
| 1999年1月19日  | 第145回国会 | 小渕第1次改造内閣             | 小渕恵三                  | 高村正彦   | 宮澤喜一     | 堺屋太一     |
| 2000年1月28日  | 第147回国会 | 小渕第2次改造内閣             | 小渕恵三                  | 河野洋平   | 宮澤喜一     | 堺屋太一     |
| 2001年1月31日  | 第151回国会 | 第2次森改造内閣               | 森喜朗                    | 河野洋平   | 宮澤喜一     | 麻生太郎     |
| 2002年2月4日   | 第154回国会 | 第1次小泉内閣                 | 小泉純一郎                | 川口順子   | 塩川正十郎   | 竹中平蔵     |
| 2003年1月31日  | 第156回国会 | 第1次小泉第1次改造内閣        | 小泉純一郎                | 川口順子   | 塩川正十郎   | 竹中平蔵     |
| 2004年1月19日  | 第159回国会 | 第2次小泉内閣                 | 小泉純一郎                | 川口順子   | 谷垣禎一     | 竹中平蔵     |
| 2005年1月21日  | 第162回国会 | 第2次小泉改造内閣             | 小泉純一郎                | 町村信孝   | 谷垣禎一     | 竹中平蔵     |
| 2006年1月20日  | 第164回国会 | 第3次小泉改造内閣             | 小泉純一郎                | 麻生太郎   | 谷垣禎一     | 与謝野馨     |
| 2007年1月26日  | 第166回国会 | 第1次安倍内閣                 | 安倍晋三                  | 麻生太郎   | 尾身幸次     | 大田弘子     |
| 2008年1月18日  | 第169回国会 | 福田康夫内閣                  | 福田康夫                  | 高村正彦   | 額賀福志郎   | 大田弘子     |
| 2009年1月28日  | 第171回国会 | 麻生内閣                      | 麻生太郎                  | 中曽根弘文 | 中川昭一     | 与謝野馨     |
| 2010年1月29日  | 第174回国会 | 鳩山由紀夫内閣                | 鳩山由紀夫                | 岡田克也   | 菅直人       | 菅直人       |
| 2011年1月24日  | 第177回国会 | 菅直人第2次改造内閣           | 菅直人                    | 前原誠司   | 野田佳彦     | 与謝野馨     |
| 2012年1月24日  | 第180回国会 | 野田第1次改造内閣             | 野田佳彦                  | 玄葉光一郎 | 安住淳       | 古川元久     |
| 2013年2月28日  | 第183回国会 | 第2次安倍内閣                 | 安倍晋三                  | 岸田文雄   | 麻生太郎     | 甘利明       |
| 2014年1月24日  | 第186回国会 | 第2次安倍内閣                 | 安倍晋三                  | 岸田文雄   | 麻生太郎     | 甘利明       |
| 2015年2月12日  | 第189回国会 | 第3次安倍内閣                 | 安倍晋三                  | 岸田文雄   | 麻生太郎     | 甘利明       |
| 2016年1月22日  | 第190回国会 | 第3次安倍第1次改造内閣        | 安倍晋三                  | 岸田文雄   | 麻生太郎     | 甘利明       |
| 2017年1月20日  | 第193回国会 | 第3次安倍第2次改造内閣        | 安倍晋三                  | 岸田文雄   | 麻生太郎     | 石原伸晃     |
| 2018年1月22日  | 第196回国会 | 第4次安倍内閣                 | 安倍晋三                  | 河野太郎   | 麻生太郎     | 茂木敏充     |
| 2019年1月28日  | 第198回国会 | 第4次安倍第1次改造内閣        | 安倍晋三                  | 河野太郎   | 麻生太郎     | 茂木敏充     |
| 2020年1月20日  | 第201回国会 | 第4次安倍第2次改造内閣        | 安倍晋三                  | 茂木敏充   | 麻生太郎     | 西村康稔     |
| 2021年1月18日  | 第204回国会 | 菅義偉内閣                    | 菅義偉                    | 茂木敏充   | 麻生太郎     | 西村康稔     |
| 2022年1月17日  | 第208回国会 | 第2次岸田内閣                 | 岸田文雄                  | 林芳正     | 鈴木俊一     | 山際大志郎   |
| 2023年1月23日  | 第211回国会 | 第2次岸田第1次改造内閣        | 岸田文雄                  | 林芳正     | 鈴木俊一     | 後藤茂之     |
| 2024年1月30日  | 第213回国会 | 第2次岸田第2次改造内閣        | 岸田文雄                  | 上川陽子   | 鈴木俊一     | 新藤義孝     |
| 2025年1月24日  | 第217回国会 | 第2次石破内閣                 | 石破茂                    | 岩屋毅     | 加藤勝信     | 赤沢亮正     |